# Nocturnal (Album)
Nocturnal (deutsch: in der Nacht) ist das erste Studioalbum des US-amerikanischen Electro-Sängers Brandon Hilton. Es wurde am 13. Juni 2011 veröffentlicht.

## Veröffentlichung und Promotion
Das Album erschien als Download und als CD. Am 9. Juni 2011 veröffentlichte Hilton ein Promovideo auf YouTube und auf seiner offiziellen Website, in welchem er einige Songs seines Albums vorstellt. Kurz danach konnte man sich eine Vorschau von allen Songs auf Hiltons Website anhören. Hilton selbst sagte zu seinem neuen Album: „Es ist ein großer Schritt von meinem ersten Album ‚Dirty On The Dancefloor‘. Meine Songs drehten sich um Party und Spaß. Nocturnal ist persönlicher und ich denke, dass man meine musikalische Entwicklung auch hört.“

### Artwork
Das Foto für das Albumcover zeigt Brandon Hilton vor einem schlichten silbernen Hintergrund. Seine Hände sind wie zu einem Gebet gefaltet und mit einem Seil gefesselt, er trägt lange falsche Fingernägel. Er trägt aufwändiges Make-up in Form von silbernen Sechsecken. Die gleiche Art Sechsecken in Schwarz liegt auch um seinen Hals. Hiltons Haare sind ebenfalls silbern und etwa schulterlang. In der oberen linken Ecke steht „Brandon Hilton“ und darunter der Albumtitel „Nocturnal“.

### Singles
- Glamour Zombie
- Obsession

## Trackliste
| Titel                | Länge |
| -------------------- | ----- |
| Intro                | 0:45  |
| Glamour Zombie       | 3:57  |
| Need Your Love       | 3:50  |
| Obsession            | 5:08  |
| Heartbreaker         | 3:08  |
| Spaceman             | 3:57  |
| Nocturnal            | 3:25  |
| Take Me To Oz        | 1:04  |
| Out On Top           | 3:22  |
| Heartbeat            | 3:06  |
| Shadow               | 2:41  |
| 2Nite                | 2:47  |
| So Ready             | 3:08  |
| Photoshop Friendship | 2:44  |

### Outtakes
- Adrenaline
- Walking On The Clouds

## Musikvideos
| Jahr | Song           | Album     |
| ---- | -------------- | --------- |
| 2010 | Glamour Zombie | Nocturnal |